# 顺德糖厂早期建筑
22°47′22″N 113°15′46″E / 22.78944°N 113.26278°E
顺德糖厂早期建筑位于中国广东省佛山市顺德区大良街道大门社区沙头，地处德胜河北岸，2013年被列为第七批全国重点文物保护单位。
顺德糖厂是1934年陈济棠主政广东期间兴建的地方实业，资金来源主要是向捷克购买军火的部分资金以及海外华侨赞助的部分，委托捷克斯可达工厂承建，1935年11月正式投产。直到20世纪80年代，生产规模一直位居全国第一。1993年正式停产。现在尚存四栋早期厂房：制糖车间、压榨车间和成品糖仓库两间；以及助晶箱、桔水罐等早期设施。